# بن حافظ جی
بن حافظ جی (به انگلیسی: Ban Hafiz Jee) یک روستا در پاکستان است که در ناحیه میانوالی واقع شده‌است.